# 18 Comae Berenices
18 Comae Berenices är en gulvit underjätte  i stjärnbilden Berenikes hår. Stjärnan är av visuell magnitud +5,47 och synlig för blotta ögat vid god seeing. Den befinner sig på ett avstånd av ungefär 310 ljusår.